# Neu-Kyburg

Das Wappen der Grafen von Neu-Kyburg.

Die Grafen von Neu-Kyburg (auch Kyburg-Burgdorf oder Habsburg-Neukyburg genannt) waren ein Schweizer Adelsgeschlecht, das zwischen etwa 1273 und 1417 bestand und vornehmlich im Oberaargau begütert war. Das Haus Neu-Kyburg entstand aus einer Weiterführung des Geschlechts der Grafen von Kyburg in der weiblichen Linie und ist eine Seitenlinie des Adelsgeschlechts der Habsburger.

## Geschichte

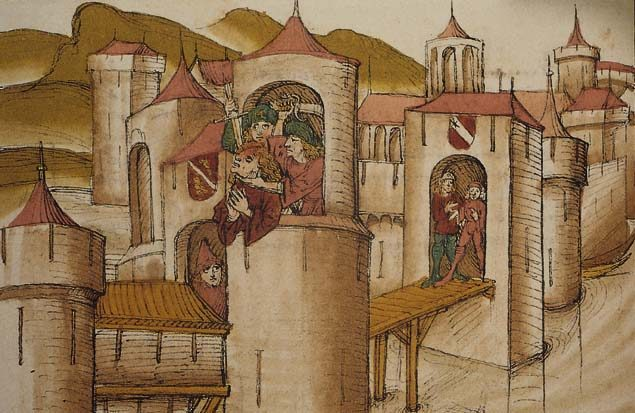
«Brudermord von Thun» 1322. Eberhard II. ermordet seinen Bruder Hartmann II. Spiezer Chronik, 1485

Der kinderlose Graf Hartmann IV. von Kyburg übertrug 1250/1251 den westlichen Teil seines Besitzes mit der Reuss als Grenze seinem Neffen Hartmann V. Dieser versuchte mit der Unterstützung der Habsburger von seinem Herrschaftszentrum Burgdorf aus sich gegen die Stadt Bern und die Savoyer durchzusetzen. Nach dem Tod Hartmanns V. im Jahr 1263 und seines Onkels Hartmann IV. im Jahr darauf war die Erbtochter Anna des Hauses Kyburg noch minderjährig. Graf Rudolf IV. von Habsburg, dessen Mutter Heilwig eine Tochter von Graf Ulrich III. von Kyburg war, übernahm die Vormundschaft und damit auch die Verwaltung des Herrschaftsgebiets. Bis 1273, dem Jahr seiner Wahl zum römisch-deutschen König, konnte Rudolf von Habsburg sich auch gegen die Ansprüche der Savoyer durchsetzen, die über die Witwe Hartmanns V., Margarethe von Savoyen, ebenfalls über gut begründete Ansprüche verfügten.
Durch die Ehe Annas mit Eberhard I. († 1284) von Habsburg-Laufenburg, einem Vetter des Königs, entstand 1273 aus einem Teil des Besitzes Hartmanns IV. die neue Dynastie der Grafen von Neu-Kyburg bzw. Habsburg-Kyburg oder Kyburg-Burgdorf. Damit sollten die habsburgischen Interessen im Aargau gegenüber Savoyen endgültig abgesichert werden. Eberhard selbst nannte sich noch Habsburg-Laufenburg, sein Sohn Hartmann I. (1275–1301) nur mehr von Kyburg.
Die Neu-Kyburger verfolgten jedoch, wie die Grafen von Habsburg-Laufenburg, zeitweise den habsburgischen Interessen entgegengesetzte Ziele. Unter anderem gehörten beide Geschlechter zu den Drahtziehern der Ermordung von Rudolfs Sohn König Albrecht I. von Habsburg 1308. Herrschaftszentren der Neu-Kyburger waren Burgdorf, Wangen an der Aare, Landshut und Thun. Nach Conrad Justingers Berner Chronik wurden die Grafen von Kyburg 1311 Bürger von Bern. Seit 1313 führten sie aufgrund eines Lehens der Habsburger den Titel eines Landgrafen von Burgund.
Die Grafen von Neu-Kyburg waren in einer schwierigen machtpolitischen Situation zwischen der aufstrebenden Stadt Bern, der Eidgenossenschaft, Savoyen und Habsburg. Chronischer Geldmangel führte zu einer schrittweisen Veräusserung von Besitzungen und Rechtstiteln, vor allem an die Stadt und die Bürger von Bern. Mit wechselnden Bündnissen suchten die verschiedenen Grafen über fünf Generationen ihre Herrschaft mit wenig Erfolg zu erhalten. 1313 unterstellten sich die Brüder Hartmann II. und Eberhard II. von Neu-Kyburg der Lehensherrschaft der Herzöge von Habsburg-Österreich und verzichteten auf ihre Ansprüche auf den alten Besitz der Kyburger im Zürich- und Thurgau. Später ermordete Eberhard II. seinen Bruder im sogenannten «Brudermord von Thun», um in den Besitz des Erbes zu gelangen. Um sich abzusichern, verbündete er sich mit Bern, verkaufte Stadt, Burg und äusseres Amt an Bern und nahm es wieder zu Lehen. Sein Sohn Hartmann III. neigte wieder eher zu Habsburg-Österreich und veräusserte Burgdorf, Thun und Oltigen als Pfand an die Herzöge von Österreich. Durch Erbschaft gelangte 1375 ein Teil des stark verschuldeten Besitzes der Grafen von Neuenburg-Nidau an die Neu-Kyburger, der aber grösstenteils 1379 ebenfalls an Österreich weiterverpfändet werden musste.
Das Ende der Neu-Kyburger wurde am 11. November 1382 durch einen missglückten Überfall des Grafen Rudolf II. auf die Stadt Solothurn eingeleitet. Der anschliessende Burgdorfer- oder Kyburgerkrieg 1383/1384, in dem Rudolf mit Bern um die Vormachtstellung im Aargau kämpfte, bedeutete das Ende der eigenständigen Machtpolitik der Neu-Kyburger. Noch vor Kriegsende verstarb Rudolf, und obwohl sich sein Bruder Berchtold gegen Bern und die Eidgenossen militärisch einigermassen behaupten konnte, musste er im Jahr 1384 in einen für ihn ungünstigen Frieden einwilligen. Bern erwarb für eine hohe Summe die Städte Thun und Burgdorf und erhielt damit die bedeutendsten Städte der Neu-Kyburger. Diese wurden zu einem Burgrecht mit Bern gezwungen und verloren dadurch ihre Unabhängigkeit. 1406/1407 gingen Landshut, Wangen, Herzogenbuchsee und Bipp an Bern und Solothurn, 1407/1408 gelangten die Landgrafschaft Burgund und die meisten ihrer Herrschaften an Bern. Der verschuldete Graf Egeno (Egon) II. schlug sich mit Söldnerwerbung für Frankreich durch und starb 1414. Mit dem Tod von Berchtold 1417 in Bern starb das Haus Neu-Kyburg aus.
Obwohl die Besitzungen durchwegs für Vorderösterreich verloren waren und bei der Eidgenossenschaft verblieben, führten die Habsburger den Titel Gefürsteter Graf von Kyburg noch bis 1918 im Titel.

## Angehörige des Hauses Neu-Kyburg
1. Eberhard I., Graf von Kyburg (?nach 1253[1]–1284) ⚭ 1273 Anna von Kyburg
  1. Hartmann I., Graf von Kyburg (ca. 1275–1301) ⚭ Elisabeth von Freiburg (vor 1299-nach 1306)
    1. Hartmann II., Graf von Kyburg (1299, ermordet am 31. Oktober 1322 in Thun) ⚭ 1319 Margaretha von Neuenburg, Herrin von Boudry
    2. Eberhard II., Graf von Kyburg (1299–17. April 1357) ⚭[2] Anastasia von Signau (vor 1325-nach 1382) 
      1. Eberhard III., Chorherr in Basel (1328–14. Juli 1395 in Basel)
      2. Egon I., Chorherr in Strassburg und Konstanz (vor 1347–nach 1365)
      3. Hartmann III., Graf von Kyburg (vor 1347–29. März 1377) ⚭ Anna von Neuenburg-Nidau (vor 1347-nach 1378) 
        1. Rudolf II., Graf von Kyburg (ca. 1362–1383 oder 1384)
          1. Egon II., Graf von Kyburg (vor 1395–1414 in Bern) ⚭ Johanna von Rappoltstein, Herrin von Magnières 
          2. Berchtold I., Graf von Kyburg (vor 1371–nach 3. August 1417)
ausgestorbene Linie (titular an Habsburg)

Kyburg † 1417

      4. Margaretha, Gräfin von Kyburg ⚭ Emich VI. Graf von Leiningen-Hardenburg († 1381)

    3. Katharina (vor 1313-nach 1342) ⚭ Albrecht I. Graf von Werdenberg zu Heiligenberg († 1364) 

  2. Margareta (ca. † 1333) ⚭ 1290[3] Dietrich VI. Graf von Kleve (1256 oder 1257–4. Oktober 1305)